# Alejandro Dardik
Alejandro Dardik (Buenos Aires, 1961) Es un artista plástico y editor argentino radicado en Barcelona, España; es codirector, junto a Maria Bohigas, de la editorial Club Editor (especializada en literatura en catalán, y desde 2015, también en castellano).

## Biografía
Cursó estudios de Bellas Artes en las escuelas Manuel Belgrano y Ernesto de la Cárcova. Realizó diversas exposiciones colectivas, en 1990 se radicó en Barcelona (España).

## Trayectoria
En octubre de 1985 participa, bajo la dirección de Liliana Maresca, de la “instalación colectiva Lavarte”, junto a Ezequiel Furgiuele, Martín Kovensky y Marcos López; esta serie de muestras se trató de la colocación de objetos de arte, pinturas, fotografías y la realización de performances en una lavandería automática de ropa, ubicada en la ciudad de Buenos Aires en la calle Bartolomé Mitre 1239.
También participó del evento «Hay que matar dinosaurios antes que no quede ninguno» (1986), quema de monstruos durante una concentración masiva de Las Madres de Plaza de Mayo, de este evento dirigido también por Maresca, participaron Diego Fontanet, Grupo 3 + a, Emei, Fernando Bedoya y Daniel Riga entre otros.
En 1990 se traslada a España y decide radicarse en la ciudad de Barcelona. Participa del trabajo fotográfico de Raúl Stolkiner “Las visitas del emigrado” con dos retratos tomados respectivamente en 1999 y 2002 durante sus visitas a Argentina.
En 1999 realiza ilustraciones para la revista catalana “El Pou de Lletres”.

## "Club Editor" y "La Montaña Pelada"
Desde 2013 trabaja como editor y gerente en la editorial independiente “Club Editor” dedicada a editar exclusivamente en idioma catalán. En 2015 fundó la colección «La Montaña Pelada» para publicar libros en castellano; entre ellos, El libro de los finales, del occitano Joan Bodon, o las nuevas traducciones de clásicos como El mar de Blai Bonet, La muerte y la primavera de Mercè Rodoreda traducida al castellano por Eduardo Jordá, o Incerta gloria de Joan Sales.
En 2017, con la traducción de Meritxell Cucurella-Jorba, publica la novela epistolar de Natalia Ginzburg, “La ciudad y la casa” (1984). A la par de su trabajo como editor, realiza también dibujos para la guarda de algunos de sus libros, por ejemplo, en el caso de "La mar rodona" del autor Sebastià Perelló.
Ha editado también varios audiolibros con las voces de Miranda Gas, Francesc Orella, Laura Aubert, David Carabén y Martí Sales.

## En Argentina
En 2022 Club Editor comienza a editar libros traducidos del catalán en Argentina, en abril de ese año Dardik viaja a Buenos Aires, para presentar las ediciones argentinas de “La muerte y la primavera” y “Junil en tierra de bárbaros” de Joan-Lluís Lluís (esta última en colaboración con la Editorial Sigilo de Argentina.

## Audiolibros
A partir de 2023 Club Editor comienza a crear su propia colección de audiolibros en catalán, entre los que se cuentan, “La plaça del Diamant” de Mercè Rodoreda narrado por Miranda Gas, “Jardí vora el mar” de Mercè Rodoreda narrado por Francesc Orella, “El carrer de les Camèlies” de Mercè Rodoreda narrado por Laura Aubert, “La mort i la primavera” de Mercè Rodoreda narrado por Martí Sales, “Quanta, quanta guerra…” de Mercè Rodoreda narrado por David Carabén, “Aterratge” de Eva Piquer narrado por Alba Pujol; y “Jordi Boixaderas”, “Permagel Boulder” y “Mamut”, los tres de Eva Baltasar, narrados por Aina Clotet. 
Dardik fue quien impulsó la publicación de Rodoreda en este formato (al cumplirse cuarenta años de la muerte de esta escritora). Se hicieron castings de actores para seleccionar a los más idóneos, la finalidad de esto fue evitar que la expresión actoral le quite la centralidad al texto.